# Flavien Hugonin
Flavien Hugonin (1823-1898, né Flavien-Abel-Antoine Hugonin) est un prêtre catholique, théologien, enseignant, évêque de Bayeux et Lisieux et prélat. En 1893, il a rejeté une nomination offerte, siège archiépiscopal de Lyon, en préférant rester évêque de Bayeux.

## Biographie

### Naissance
Quatrième enfant d'une fratrie de neuf, Flavien-Abel-Antoine Hugonin est né le 3 juillet 1823 à Thodure (Isère).

### Formation
Il a reçu son éducation au collège de Bourgoin sous la direction de son père, comme externe.
Puis, il est entré en 1839 auprès du séminaire préparatoire de Saint-Nicolas-du-Chardonnet (dit petit séminaire de Saint-Nicolas) à Paris, dirigé par l'abbé Félix Dupanloup, futur académicien. Le 5 avril 1843, il a été nommé membre de l'académie littéraire de ce séminaire.
Encore a-t-il approfondi la philosophie au séminaire d'Issy et la théologie au séminaire Saint-Sulpice,.
Ordonné sous-diacre le 29 mai 1847, il a été appelé en octobre à la nouvelle école des hautes études ecclésiastiques dont le fondateur était Denys Affre. Il y a reçu une éducation de très bonne qualité, sous la direction de Patrice Cruice, dans cet ancien couvent des Carmes. Dans les années 1850, les premiers étudiants tel Flavien Hugonin fourniront plusieurs doctorats, quasiment chaque année. Quant à lui, tout d'abord, il a obtenu, le 1er août 1848, sa licence ès lettres à la faculté de Paris, actuellement Sorbonne.

### Ordination et début de sa carrière
Après avoir été élevé au diaconat le 2 juin 1849, il a été ordonné prêtre le 25 mai 1850 à Paris,. Aussitôt, l'archevêque de Paris Marie-Dominique-Auguste Sibour l'a nommé professeur de philosophie, et pareillement le jeune prêtre a été chargé par lui d'enseigner la littérature à l'école de hautes études ecclésiastiques des Carmes.
En 1852 encore sous la direction de l'archevêque, il lui a fallu effectuer des conférences religieuses aux élèves laïques, à la suite de la fondation d'une école préparatoire aux Carmes, en faveur de l'école du gouvernement. Non seulement il a enseigné ces élèves de l'École normale supérieure et des étudiants en droit mais également, pour ceux qui voulaient, il disposait le sacrement de confession dans sa chambre.

### Vie académique
Avec ses études, il a obtenu deux doctorats, docteur ès lettres en 1854 et docteur en théologie en 1856 (voir section Doctorat). Sa thèse principale de 1854 était appréciée par Jacques-Paul Migne, qui l'a adoptée, en tant qu'introduction, dans le tome 175 de sa Patrologia Latina (1879), consacré à Hugues de Saint-Victor. En faveur du docteur en théologie, il avait développé le doctrine de Charles-Théodore Baudry, qui l'avait enseigné au séminaire de Saint-Sulpice et qui serait nommé évêque de Périgueux en 1861,.
En cette qualité, il a été nommé, le 28 mai 1857 à Rome, membre correspondant de l'Académie de la religion catholique,.
Le théologien envoyait régulièrement ses articles à la revue L'Ami de la religion,.
À partir du mois de novembre 1859 (ou selon une autre source, novembre 1860), il était le professeur qui enseignait le dogme à la faculté de théologie de la Sorbonne,. C'était Henry Maret, prédécesseur et doyen de faculté, qui lui avait confié cette fonction.

### Mission en tant que responsable
En 1861, Patrice Cruice, alors le supérieur de l'école ecclésiastique des Carmes, a été nommé évêque de Marseille. C'était Flavien Hugonin qui lui a succédé le 28 juillet. Dorénavant, il était le responsable de cet établissement. En juin 1862, par un décret daté du 22 mai, ce dernier a été transformé en institution des chapelains de Sainte-Geneviève tandis que le supérieur, Flavien Hugonin, est devenu doyen. En février 1863, celui-ci a effectué un voyage vers Rome, et pour son établissement, il a reçu la bénédiction apostolique. De surcroît, le 25 février, le pape Pie IX lui a accordé des privilèges, ainsi qu'à sa famille.
Certes, il était déjà surchargé. Toutefois, il continuait à enseigner à la Sorbonne. Son discours prononcé le 7 décembre 1863, en faveur de l'ouverture de la faculté de théologie de Paris, a été accueilli avec  tous les applaudissements et suffrages. Le sujet était sur la Théologie à notre époque et il y soulignait la dignité et l'importance de la théologie. Il comptait, parmi les auditeurs, le nouvel archevêque de Paris Georges Darboy, qui a présidé la cérémonie, y compris la messe du Saint-Esprit,. L'année suivante, ce discours a été publié (ainsi que sa reproduction par l'édition Hachette BnF en 2016).
Homme d'étude, ses recherches n'ont pas cessé, non plus. Et pour lui, l'étude et l'enseignement étaient étroitement liés. Ainsi, il était aussi un spécialiste sur la philosophie du droit social. En 1864, il l'a renseignée à la Sorbonne, et plus tard, publié en 1885 son cours en le révisant, après avoir constaté qu'il manquait d'enseignement convenable sur ce sujet.

### Évêque de Bayeux et Lisieux
Par décret impérial daté du 13 juillet 1866,, Flavien Hugonin a été nommé évêque de Bayeux et Lisieux. Préconisé auprès du consistoire le 22 février 1867, ce théologien a été sacré, le 1er mai à l'église de Sainte-Geneviève de Paris, par Félix Dupanloup, évêque d'Orléans, son ancien professeur. Plusieurs évêques ont également assisté à la célébration : Jean-Sébastien Devoucoux, Henry Maret, Frédéric-Gabriel-Marie-François de Marguerye et Léon Thomine Desmazures. Ces deux derniers étaient originaires de la Normandie, plus précisément de ce diocèse. Après avoir effectué un pèlerinage solennel vers la basilique Notre-Dame-de-la-Délivrande, l'un des sanctuaires les plus importants de la Normandie, le nouvel évêque est arrivé au siège de Bayeux le 8 mai.
Dans la même année 1867, il a été créé prélat français assistant au trône pontifical, le 17 juin à Rome, quand il participait aux célébrations que le pape Pie IX présidait en faveur du dix-huitième centenaire du martyre de saint Pierre et de saint Paul.
Depuis le début de cette mission, ce théologien adressait régulièrement son message à son clergé ou aux fidèles de son diocèse, par mandements ou instructions, qui comptait déjà 31 lettres jusqu'en 1870.

### Concile Vatican I
Devenu prélat français, il a participé au premier concile œcuménique du Vatican, débuté le 8 décembre 1869. Toutefois, sa participation n'était pas tranquille, car son ancien professeur Félix Dupanloup était l'un des évêques principaux qui n'étaient pas d'accord du dogme de l'infaillibilité pontificale et qui formaient un groupe minoritaire. En conséquence, avec lui, l'évêque de Bayeux et Lisieux a signé, le 12 janvier 1870 à Rome, leur réclamation. Encore a-t-il fait la signature sur une protestation datée du 16 juillet.
Par ailleurs, il était l'un des six orateurs, le 1er juillet, lors de la 80e congrégation générale.

### Évêque de sainte Thérèse de Lisieux
(voir ci-dessous Grand-père spirituel de sainte Thérèse)

Flavien Hugonin est célèbre pour avoir été l'évêque responsable du diocèse à l'époque de sainte Thérèse à qui il a administré la confirmation le 14 juin 1884, qu'il a rencontrée à nouveau le 31 octobre 1887 quand elle lui a demandé l'autorisation d'entrer au carmel de Lisieux et encore le 10 janvier 1889 lors de sa prise d'habit.

### Dernières années
Le 23 janvier 1893, Joseph-Alfred Foulon, cardinal-archevêque de Lyon, est décédé. Puis, à partir de Paris, une dépêche en confidentiel est arrivée auprès de l'évêché de Bayeux. L'évêque Hugonin a refusé d'accepter le siège archiépiscopal de Lyon, en gardant le silence, contre son habitude. Il n'a présenté cette dépêche à personne. Quelques jours plus tard, interrogé par ceux qui avaient appris cette information, il leur a répondu : 

« Après les fêtes de mes noces d'argent, je serais un ingrat si je brisais mon anneau épiscopal. Un évêque n'aime bien qu'une fois, surtout quand c'est l'évêque de Bayeux. »

Or, à la suite de cette occasion du 25e anniversaire de son épiscopat, le pape Léon XIII lui a conféré le pallium en août 1893.
À la fin de sa vie, il aime faire sa retraite annuelle au sein d'une communauté des chapelains. Or, le théologien n'est pas isolé : « Il nous a charmés durant huit jours par son aménité, il a édifié les fidèles par sa piété profonde et par ses longues assiduités auprès de l'autel. »
En qualité d'évêque, il continue à présider les cérémonies au sein du carmel de Lisieux. Ainsi, il s'y est présenté le 17 mars 1896. Il a présidé, le matin, la prise de voile de la sœur Geneviève de la Sainte-Face et de Sainte-Thérèse (Céline Martin, sœur de sainte Thérèse). Après midi, c'est la prise d'habit de la sœur Marie de l'Eucharistie (Marie Guérin, cousine de sainte Thérèse). Il connaît dorénavant les cinq carmélites issues de la famille Martin et de celle des Guérin,.

### Décès
Il est certain que l'évêque subissait une maladie dans ses dernières années, ce que sainte Thérèse témoignait dans son Histoire d'une âme. Pourtant, il continuait à engager sa mission épiscopale sans prendre assez de repos.
Le soir du 2 mai 1898, il présidait une longue cérémonie de vêture à l'hospice Saint-Louis de Caen, en dépit des médecins qui lui ont conseillé de ne pas prendre cette fonction. Et il a été frappé par une congestion cérébrale lors de cette cérémonie. L'évêque Flavien Hugonin est décédé dans cet établissement,,.
La messe des obsèques a été célébrée le 10 mai, à la cathédrale Notre-Dame de Bayeux, en présence du cardinal-archevêque de Paris François-Richard de La Vergne, l'évêque de Séez Claude Bardel et celui d'Orléans Stanislas-Arthur-Xavier Touchet.

## Grand-père spirituel de sainte Thérèse
Si la vie de l'évêque Flavien Hugonin est assez méconnue, Thérèse de Lisieux présentait, dans son Histoire d'une âme, les vertus de ce personnage.

### 1884

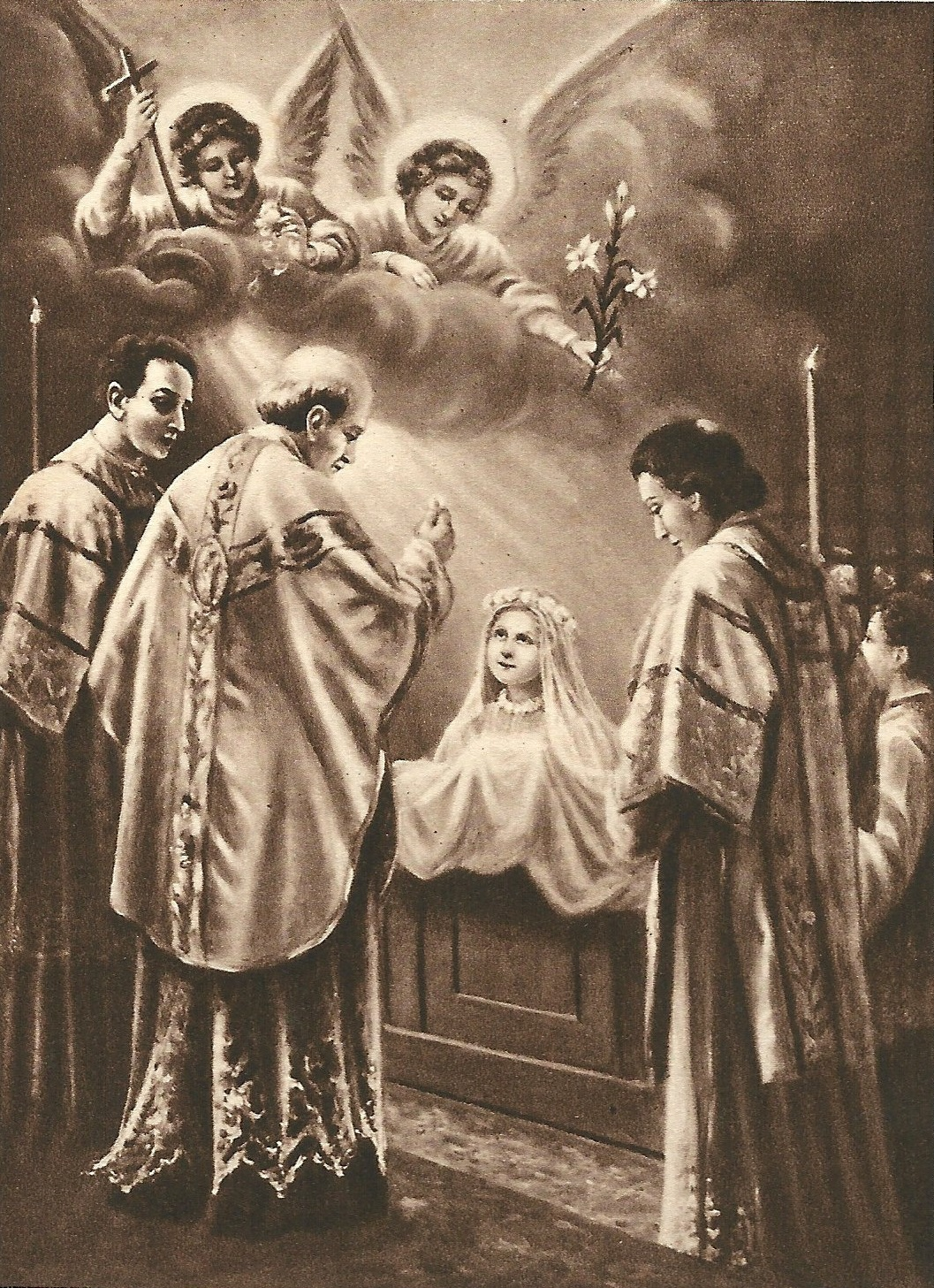
Si sainte Thérèse ne mentionnait pas, juste avant la confirmation, la première communion tenue 8 mai 1884 aussi a été célébrée par l'évêque Flavien Hugonin (gravure de l’Histoire d'une âme).

Leur première rencontre, mentionnée dans l'autobiographe, était un événement religieux. Il s'agissait de la confirmation de Thérèse à l'âge de 11 ans, tenue à l'abbaye bénédictine Notre-Dame-du-Prè-lès-Lisieux, le samedi 14 juin 1884. La carmélite n'écrivait que sa fonction : « mais Monseigneur n'ayant pu venir au jour marqué, j'eus la consolation d'avoir deux jours de solitude. »

### 1887
Thérèse, qui voulait maintenant entrer au carmel de Lisieux à l'âge de 15 ans, a reçu le refus du supérieur du carmel de Lisieux, Jean-Baptiste Delatroëtte. Toutefois, il lui a déclaré « qu'il n'était que le délégué de Monseigneur [l'évêque] et que s'il voulait me permettre d'entrer au Carmel, lui n'aurait plus rien à dire ». C'est la raison pour laquelle, accompagnée par son père Louis Martin, elle a visité l'évêché de Bayeux le lundi 31 octobre 1887. L'évêque, qui avait tenté de lui demander de rester chez elle pendant encore quelques ans, lui a répondu que l'entrée serait possible, à condition que le supérieur du carmel l'admette. Ayant déjà reçu l'opposition de ce dernier, Thérèse a versé aussitôt ses larmes : « je fis plus que montrer des diamants à Monseigneur, je lui en donnai !... Je vis bien qu'il était touché ; me prenant par le cou, il appuyait ma tête sur son épaule et me faisait des caresses, comme jamais paraît-il, personne n'en avait reçu de lui. Il me dit que tout n'était pas perdu, qu'il était bien content que je fasse le voyage de Rome afin d'affermer ma vocation et qu'au lieu de pleurer je devais me réjouir ; ». Donc, l'évêque n'a pas hésité à l'encourager, en cherchant une solution.
Or, Thérèse, n'ayant pas reçu sa réponse en Italie, a directement demandé au pape Léon XIII sa permission, ce qui favorisait la mobilisation de certains religieux, surtout celle de l'abbé Maurice Révérony, vicaire général de Bayeux depuis 1878 sous Flavien Hugonin. La fille attendait encore autorisation de l'évêque. Après l'expédition de sa lettre, la réponse de l'évêque qui autorisait l'entrée est arrivée au carmel de Lisieux le 28 décembre, selon laquelle elle y entrerait le lundi 9 avril 1888.

### 1888
Joie de Thérèse, la nouvelle est arrivée, du carmel de Lisieux, avant son 15e anniversaire, le 2 janvier 1888. Elle a très naturellement expédié une lettre de remerciement à l'évêque. Si l'on ne peut retrouver aucune correspondance entre ces personnages, le carmel de Lisieux conserve une lettre non achevée, sans doute remplacée par une nouvelle écriture, dans l'optique de le remercier.

### 1889
Flavien Hugonin est venu au carmel, le 10 janvier 1889, en faveur de la prise d'habit de Thérèse. L'évêque était tellement content de ceux que cette Carmélite ont achevés qu'il a fait ajouter une chose solennelle. Sœur Thérèse de l'Enfant-Jésus et de la Face, son nom à partir de ce jour-là, se souvenait : « À la fin de la cérémonie Monseigneur entonna le Te Deum, un prêtre essaya de faire remarquer que ce cantique ne se chantait qu'aux professions, mais l'élan était donné et l'hymne d'action de grâces se continua jusqu'au bout ».
Dans ses dernières années, Louis Martin (mort en 1894) subissait une maladie mentale assez grave. Dorénavant, c'était l'évêque Flavien Hugonin qui exprimait à Thérèse un véritable amour paternel et spirituel :   

« Monseigneur entra après la cérémonie, il fut d'une bonté toute paternelle pour moi. Je crois bien qu'il était fier de voir que j'avais réussi, il disait à tout le monde que j'étais « sa petite fille ». À chaque fois qu'il revint depuis cette belle fête, sa Grandeur fut toujours bien bon pour moi, »

— Manuscrit autographe A72v ; voir aussi la gravure au-dessus.
N.B.: Il est à noter que, dans l'autobiographie de sainte Thérèse, cette dernière citait une autre fois le mot « sa petite fille ». Il s'agit de la fin de l'entretien au sein de l'évêché de Bayeux : « Monseigneur nous reconduisit jusqu'au jardin. Papa l'amusa beaucoup en lui disant qu'afin de paraître plus âgée, je m'étais fait relever les cheveux. (Ceci ne fut pas perdu car Monseigneur ne parle pas de « sa petite fille » sans raconter l'histoire des cheveux... ».

### 1890
En septembre 1890 l'évêque était malade. Le 24, Thérèse l'attendait dans son monastère, pour la cérémonie de sa prise de voile. Toutefois, « Monseigneur qui devait venir et dîner chez mon Oncle se trouva malade et ne vint pas non plus, ». Absence totale, car ni Louis Martin ni l'abbé Almire Pichon, ancien confesseur, n'ont assisté à la cérémonie. D'où cette expression.

### 1891
Parmi les visites de l'évêque, celle du 23 novembre 1891 était , pour Thérèse, exceptionnelle. Il est entré au monastère, en faveur du 300e anniversaire du décès de saint Jean de la Croix, afin de présider la clôture de célébration. La joie de cette carmélite, qui admirait toujours les œuvres de ce saint, était telle que l'intimité que l'évêque lui a manifestée était interprétée, par elle, comme une bénédiction céleste : « je me souviens surtout de sa visite à l'occasion du centenaire de N[otre] P[ère] St Jean de la Croix. Il me prit la tête dans ses mains, me fit mille caresses de toutes sortes, jamais, je n'avais été aussi honorée ! En même temps le Bon Dieu me fit penser aux caresses qu'il voudra bien me prodiguer devant les anges et les Saints et dont il me donnait une faible image dès ce monde, aussi la consolation que je ressenti fut bien grande...... ».
Tels sont ceux que sainte Thérèse de Lisieux avait écrits dans son autobiographie rédigée en 1895 (dit manuscrit A) en mémoire de son évêque Flavien Hugonin.

### 1897
Elle est décédée le 30 septembre au monastère de Lisieux.

### Postérité (1898)
Par sa famille et des Carmélites, la publication de sa vie était préparée. Le 7 mars 1898, le prieur de l'abbaye de Mondaye, Godefroy Madelaine, a rendu visite chez l'évêque Flavien Hugoini. Ce prémontré était prié, par le carmel de Lisieux, de réviser le manuscrit. Rédaction faite, il lui a demandé son imprimatur. L'état de santé de l'évêque était si dégradé que l'autorisation a été donné oralement. Depuis 1902, le carmel de Lisieux conserve, en ce qui le concerne, un papier sur lequel se trouvent quelques mots de l'évêque. S'il avait gardé une bonne santé, il aurait pu rédiger un texte pour « sa petite fille ».

## Succession apostolique
Flavien Hugonin a ordonné les évêques suivants :
- Évêque Jules-François Le Coq (1875)
- Archevêque Arthur Xavier Ducellier (1878)
- Cardinal Stanislas-Arthur-Xavier Touchet (1894)

## Armoiries
« Tranché, de gueules à la croix fleuronnée d'or (qui est de Normandie) et d'or au dauphin d'azur allumé, oreillé et barbé de gueules (qui est du Dauphiné) », [armoiries en ligne (en noir et blanc)].

## Doctorat
- Docteur ès lettres (1854) : soutenance du 27 juin à la Faculté de Paris (Sorbonne)[25],[26] ;
  - thèse principale : Essai sur la fondation de l'école de Saint-Victor de Paris. Étude critique des œuvres de Hugues de Saint-Victor ;
  - thèse complémentaire : De materia et forma apud sanctum Thomam ;
- Docteur en théologie (1856) : par la Faculté de Paris[2] ;
  - thèse sur l'ontologisme et le psychologisme dans leurs rapports avec la théologie[27].

## Distinction
- Chevalier de la Légion d'honneur (13 août 1867)[28] ;
- Membre de l'Académie de la religion catholique à Rome (28 mai 1857)[2],[4] ;
- Chanoine d'honneur des Églises de Paris (1861[2]), Grenoble (1865[4]), Valence (1861[2]), Auch, Gap, Nancy[4] et Orléans (1867[21]).

## Œuvre
- De materia et forma apud sanctum Thomam (thèse de doctorat), Imprimerie de Madame veuve Belin, Saint-Cloud 1854, 67 p.[29].
- Essai sur la fondation de l'école Saint-Victor de Paris (thèse de doctorat), Imprimerie de Madame veuve Belin, Saint-Cloud 1854, 179 p.[29].
- Ontologie, ou étude des lois de la pensée, tome I, Librairie classique d'Eugène Belin, Paris 1856 [lire en ligne].
- Ontologie, ou étude des lois de la pensée, tome II, Librairie classique d'Eugène Belin, Paris 1857 [lire en ligne].
- Faculté de théologie de Paris, Ouverture des cours le 7 décembre 1863, avec le rapport de Mgr l'évêque de Sura, doyen de la Faculté, et l'allocution de Mgr l'archevêque de Paris, Imprimerie et librairie Jules Delalain, Paris 1864, 34 p.
  - réimpression, Hachette BnF, 2016  (ISBN 978-2-01-961371-6) 34 p.
- Lettre pastorale et mandement à l'occasion de son arrivée dans son diocèse, Imprimerie et Librairie d'Eugène Belin, Paris 1867 [lire en ligne] 18 p.
  - réimpression, Hachette BnF, 2016  (ISBN 978-2-01-443395-1) 20p.
- Instruction pastorale de Monseigneur l'évêque de Bayeux & Lisieux sur l'athéisme moderne et mandement pour le saint temps du Carême de l'année 1883, Typographie Octave Payan, Bayeux 1883 [extrait en ligne] 20 p.
  - réimpression, Hachette BnF, 2016  (ISBN 978-2-01-443394-4)
- Philosophie du droit social, Librairie Plon, Paris 1885 [lire en ligne] 323 p.
  - réimpression, Kessinger's Rare Reprints, 2009.
- Du droit ancien et du droit nouveau, à l'occasion de l'encyclique Immortale Dei de Leon XIII, Société générale de librairie catholique, Paris 1887 [lire en ligne] 144 p.
- Notice sur l'enseignement du catéchisme dans le diocèse de Bayeux et Lisieux, depuis le XVIe siècle jusqu'à nos jours, Imprimerie Payan, Bayeux 1890.
  - réimpression, Hachette BnF, 2018  (ISBN 978-2-01-999059-6)[30].
- Dieu est-il inconnaissable ?, A. Roger et F. Chernoviz, Paris 1895, 102 p.